# 田子の浦港ヘドロ公害

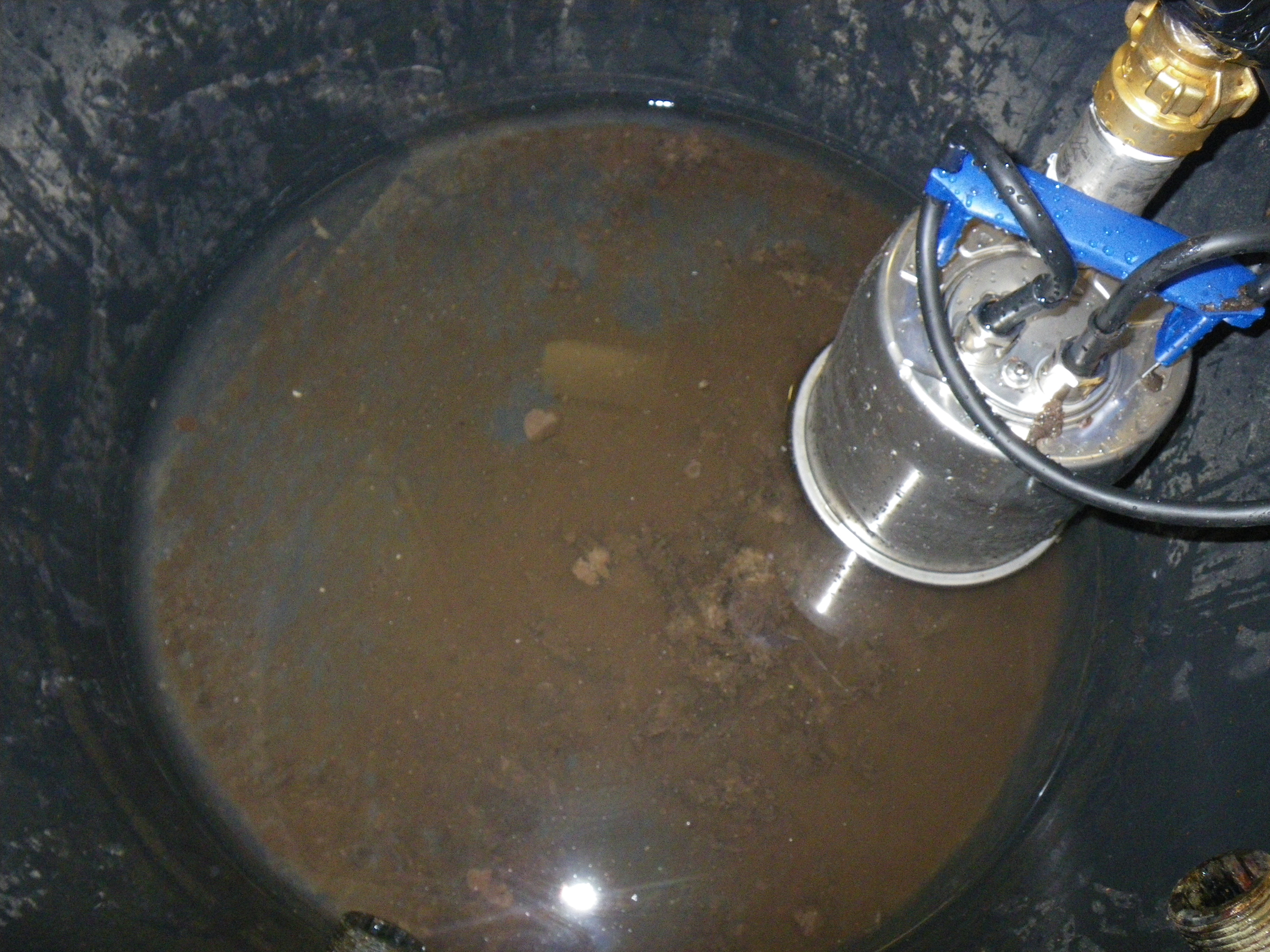
ヘドロ

田子の浦港ヘドロ公害（たごのうらこうヘドロこうがい）とは、静岡県富士市田子の浦港で1960年代から1970年代前半に発生したヘドロ汚染による公害である。
この項では同じく製紙工場由来で発生した気管支喘息（富士喘息）についても併せて取り上げていくこととする。

## 概要
当時田子の浦港ではヘドロ公害が起こり、そのヘドロは港湾としての機能を妨げるだけでなく悪臭などを引き起こし、社会問題にまで発展した。ヘドロ公害の影響が駿河湾に及ぶに伴い、時には5,000人以上の規模で抗議運動が行われるなどした。
一方大気汚染は気管支喘息を代表とする呼吸器疾患を引き起こし、全盛期は富士市内の公害健康被害者認定者数（補償法・市条例計）は1,000人を超えるなど、多大なる影響を及ぼした。
また公害問題の存在は市政にも大きな影響を与え、富士市長選挙では公害問題が争点となり、結果革新自治体となった。環境再生保全機構によると、現在の富士市の公害健康被害補償の被認定者数は2016年（平成28年）3月末時点でに364人のぼる。

## ヘドロ公害

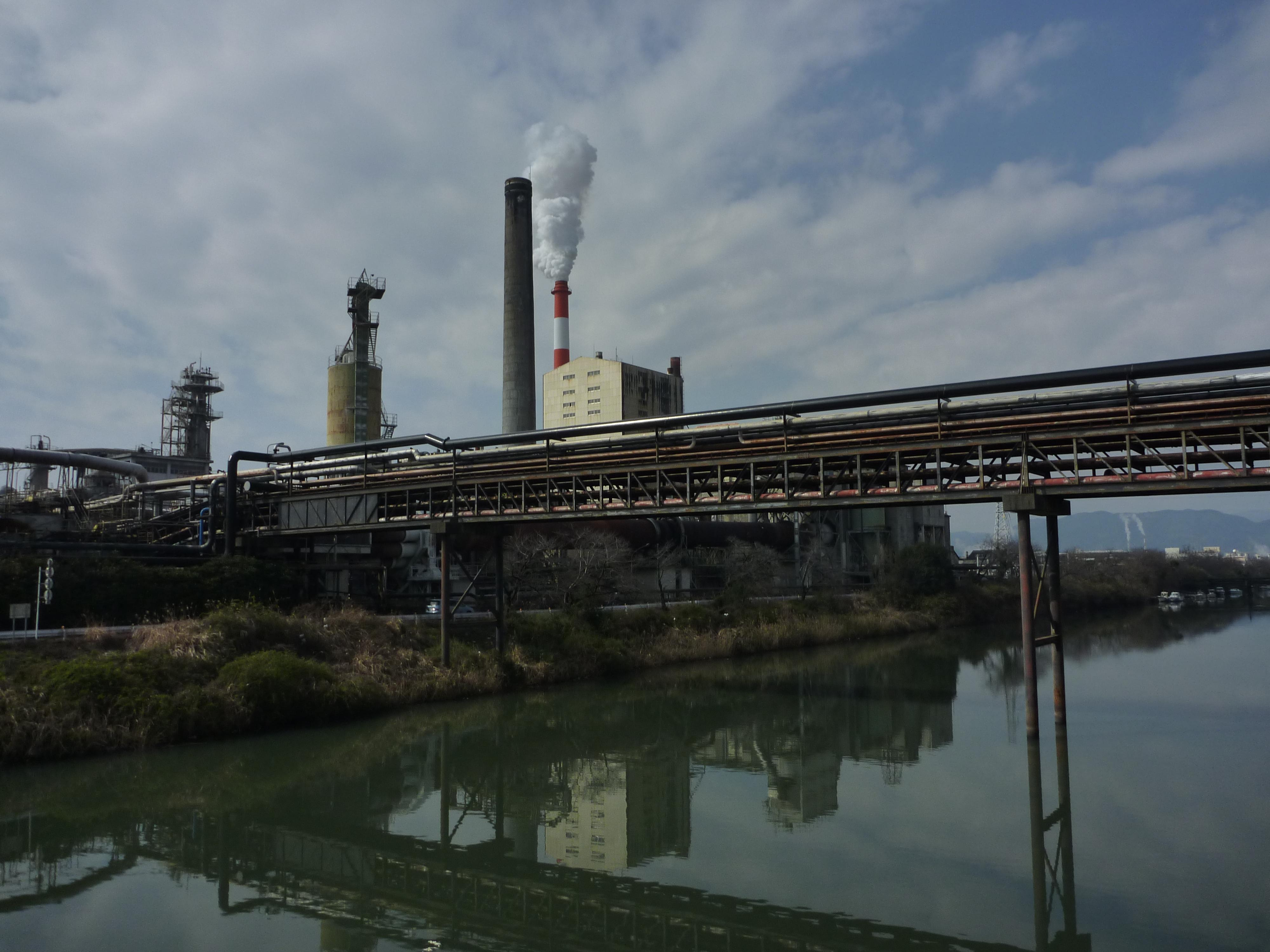
富士市の製紙工場

### 前史
社会問題として認知される以前から製紙会社と住民との問題は既に起きていた。早い例では1890年（明治23年）、富士製紙が汚水を潤井川に放流したため、加島村の住人が補償請求を行ったという事があった。また汚水問題に加え減水問題も浮上したため、加島村長と富士製紙側とで契約書が交わされるといった動向があった。
また1948年（昭和23年）から1949年（昭和24年）にかけては製紙会社3社と農民間とで汚水路に関する争論が起こった。1960年（昭和35年）辺りには、地下水の塩水化問題が浮上した。これは製紙会社が膨大な量の地下水を使用するために地下で海水と淡水の均衡が破られたことによる。これら各種問題の発生は、製紙工場の増大を物語っている。

### 公害問題発生
一般に1960年代から公害問題が取り沙汰されるようになったと言われているが、実際公害発生苦情取扱い件数を見てみると、年代が進むにつれ苦情件数が増加している。1965年（昭和40年）と1969年（昭和44年）を比較すると苦情件数は3倍以上に増えており、その中で最も増加を示しているのが「汚水排水」に関する内容であった。市はこれらの状況をみて1968年（昭和43年）に「公害対策室」を設けたが、同年には「室」から「課」へと昇格させ、「公害課」を設置した。
しかしヘドロ公害は収まるところを知らず、1970年（昭和45年）8月には田子の浦港に漁船140隻余が集まり、「ヘドロ公害追放」「駿河湾を返せ」といった漁旗を掲げ抗議する様子が見られた。これは駿河湾周辺の漁師によるものであり、当公害が富士市以外の広地域に影響を与えていたことを示している。また同月に200隻の漁船団が現れ抗議を行うなど、一過性のものではなくなっていた。これはサクラエビが不漁になったといった実際の被害から由来している。また埠頭広場では約5,000人による「汚水海洋投棄反対」の運動が行われた。
その他ヘドロ公害の原因を作ったとして、富士市内の4つの製紙会社（大昭和製紙・興亜工業・大興製紙・本州製紙）を告発、県に対しても住民監査請求を行った。これら製紙会社は浄化処理場の設置を計画せざるを得なくなり、大昭和製紙は34億円を投じて、大興製紙は約4億、そして興亜工業も6億を投じてこれら工事に着工した。
ヘドロが沈殿し、1970年時点で田子の浦港吉原埠頭の水深はわずか1～2mとなった。この影響から田子の浦港に入港した貨物船が立ち往生するケースが発生し、大型貨物船には注意喚起の他、一部の荷物を清水港で下ろすという対策を取らざるを得なくなった。中には入港すらできない貨物船も発生した。この頃から国会議員の視察等も相次ぎ、日本全国に広く知られていくこととなる。

### 悪臭
ヘドロの悪臭も社会問題となっていたため、静岡県富士臨海地区総合開発事務所は25馬力大型送風機で悪臭を吹き飛ばすという実験を行ったが、3～4回テストを行っても効果は得られなかった。また1980年（昭和55年）に富士市は「富士市悪臭公害防止対策指導要綱」を制定施行している。

### 騒音
製紙会社の存在は騒音問題も引き起こした。富士市今井地区の住民は騒音に悩まされ、1960年代から製紙会社と交渉を行っている。また当時の労働者の発言を紹介した機関誌には、騒音により労働者が難聴に悩まされた事例が紹介されるなどしている。1967年には今井地区の住民が同地区に「公害対策委員会」を結成したが、その後も騒音等の問題は解決されず、翌年には「総決起大会」を開いて抗議を行っている。

### ヘドロ処理
国による公共用水域の水質の保全に関する法律や工場排水等の規制に関する法律公布の後、排水基準を定める省令・水質汚濁防止法が公布されると規制はより厳しくなり、工場や事業所のすべてに水質基準が適用されることとなった。しかし既に発生しているヘドロ処理については課題も多かった。当初はヘドロ処理は外洋投棄が予定されていたが、議論を経て河川敷への投棄へと方針が変わった。
ヘドロの投棄処理を進めるため、1970年（昭和45年）に地元民と協議の場を設けたが、猛烈な反対により15分で終えることとなった。これは1971年（昭和46年）も同様であったが、同年中に協力を取り付け、地元民は河川敷放流に賛成した。ヘドロには硫化水素や次亜塩素酸ナトリウムが含まれるが、これらによる二次災害は出さないということを繰り返し説明する中でのことであった。しかし同年10月時点で、未だ田子の浦港には120～130万トンのヘドロの堆積が推定されており、まだ処理の完了には程遠い状況であった。これらの処理のためには広大な敷地と処理物の転用が必要であり、市は処理物を埋め立て、そこを緑地帯や道路として利用する方針を立てた。市は地元住民から覚書を取り付け、処理を進めた。1974年（昭和49年）には87万5000トンの浚渫を終えたが、1975年の調査では約513,000m3のヘドロの堆積が未だ推定されるという状況であった。これらも順次浚渫作業が進められ、1981年（昭和56年）に浚渫作業を完了させた（「田子の浦港堆積汚泥浚渫事業」）。1970年から数えて11年という長い歳月と、68億円（県・市等）という巨額を費やしてのことであった。

### ペーパースラッジ処理
製紙会社は製造工程で発生するペーパースラッジの処理に悩まされ、愛鷹山や浮島沼、富士山南麓の大淵地区に不法投棄する例が後を絶たなかった。
富士市は本来生投棄は禁止していたが、一方で焼却場施設の建設も目処が立っていなかったため、一転して1975年に暫定的な生投棄を認めた。しかし生投棄による健康影響や環境保全観点からも監視が必要であり、富士市は集中的投棄（投棄する場所を特定させる）を模索した。また富士市議会公害対策委員会は製紙会社の自己所有の山林地への生投棄をも認めた。
1976年には市が生投棄場所を富士市桑崎に決定し、集中的な埋め立てが本格的に始まった。しかし莫大なペーパースラッジで、取得した土地はすぐに満杯となってしまった。そのため1977年に代わりに富士市神戸の土地を用意し同年2月より投棄を始めた。しかし反対の声も挙がり、なかなか進まなかった。そのため富士市議会公害対策特別委員会や他組織との協議の末、富士市大淵に土地を確保し、ここを新たな投棄場所とした。1978年になると長年課題であった焼却場施設の建設の話がまとまり、同年11月に焼却場建設の地鎮祭が行われ、1980年に稼働した。ここで初めて安全に処理される体制が整ったのである。

## 富士喘息
水質汚濁の問題と並行して生じた問題に「大気汚染」がある。1969年3月には「大気汚染防止法」により富士市は「ばい煙規制地域」のB地域に指定された。

### 気管支喘息
大気汚染で最も問題となったのは気管支喘息の多発であり、富士喘息や不治喘息といった呼称があった。特に1967年・1968年頃から多くなったとされ、富士市は1968年より千葉大学に委嘱して学童の発病調査を実施した。これらの結果から、工場に隣接する小学校の児童に有意差をもって患者児童の比率が高いことが分かった。また富士市医師会は工場が多い今井地区の幼児の健康診断を実施した。その結果診断を受けた幼児のうち32％が風邪を引きやすい体質であり、また47％に喉の炎症が確認された。このことから対象児童に千葉大学による精密検査をすることとなった。また医師会は藤間地区でも検診を行ったが、このうち51％が最終的に精密検査を受ける事態となった。
この気管支喘息患者の増加をうけ、市は1971年1月に「富士市大気汚染に係る健康被害の救済に関する条例」を制定した。このように当公害の特徴として、児童に影響が大きかった点が挙げられる。
富士市では1968年から亜硫酸ガス濃度の測定を行っているが、南部に点在する製紙工場地帯から離れるにつれ濃度が減少しており、製紙工場が原因であることは明らかであった。加えて富士市は自動記録計を導入し硫黄酸化物を測定するなどしているが、汚染の範囲が南部から北部へと広がっており、これは高煙突化によるものとされている。硫黄酸化物が高濃度を示すのは富士保健所および富士市立元吉原中学校・富士市立吉原第三中学校であり、これは一貫している。
1971年時点では未だ1日平均で環境基準を大幅に上回っており、1972年では濃度低下が見られるが季節や時間帯によっては未だ環境基準を大幅に上回るという状況であった。
1973年には「富士503計画」が発表された。これは「昭和50年（1975年）までに0.03PPM以下にする」という環境目標から由来し、50が昭和50年を意味し、3が0.03PPMを意味する。しかしこの時点で国は1977年以降は0.02PPM以下という目標を検討し、県では1977年まで0.015～0.018PPMとすることを目標としていたので、高い目標とは言い難かった。

### 国認定患者と市認定患者
1972年2月、国は「公害に係る健康被害の救済に関する特別措置法」に基づき富士市を当制度の適用とすることとした。これは大気汚染による患者を対象にした制度である。また1974年に公害健康被害補償法が施行され、同年時点で富士市の認定者数は508人となっている。このとき富士市の公害病の認定は国の「公害健康被害補償法」と市の「富士市大気汚染に係る健康被害の救済に関する条例」による二本立てとなっていた。前者（国認定）は前述の通り1974年時点で508人であり、後者（市認定）は同年で150人であった。しかし市の公害病認定者は国認定者と比べ不公平な救済措置を受けていたため、市の認定患者も国認定患者同様に補償を受けられるよう「富士市大気汚染に係る健康被害の救済に関する条例」を1974年に改正し「富士市公害健康被害補償条例」を交付した。1978年には市認定者と国認定者の合計で1,000人を超えるまでに至った。その後は次第に認定者数は減少し、治癒患者の増加が認められるようになった。

### 大気汚染問題と火力発電所建設計画
製紙工場の増加・拡大は電力需要の増加を意味し、東京電力は安定供給のため火力発電所の建設を計画した。1968年3月に東京電力は富士市に協力要請をし、併せて計画書概要を提出した。しかしこの頃の富士市は既に大気汚染問題を抱えていたため、火力発電所が大気に影響するかどうか確認が必要であった。富士市は同年4月に「火力発電所対策室」を設置し、調査研究を進めることとした。また同月に、住民運動団体である富士市公害対策委員会が結成されている。
東京電力の計画では公害予防のため煙突の高さを200mとするとしており事前に対策を講じていたが、住民の反発は大変に強いものであった。これは大気汚染を危惧するためであるが、火力発電所反対運動は過熱を見せ、1968年12月には12,725人分の既存公害絶滅と火力発電所建設阻止の請願書が提示された。同年12月11日富士市は市長名を以って東京電力に対し火力発電所建設計画に関する条件を提示した。13日には東京電力より条件に対する正式回答があり、全項目を受け入れるという意思が提示された。次年には市の特別委員会により火力発電所建設が了承され、市議会全員協議会にて報告されるという最終段階に入った。しかし協議会開会直前になり火力発電所建設に反対する約300人が乱入し、協議会は延長された。延長後の総務・厚生両委員会にも反対派300人が駆けつけたため場所を変更し富士市役所本庁舎で行うこととしたが、やはり反対派が集まることとなった。
特に1969年3月の富士市議会3月定例会議は大変な騒ぎとなり、流血騒ぎとなった。反対派1,500人が会場に集結したため警察官の導入が要請され、200人の警官が集結した。この乱闘事件では2人の運動指導者が逮捕された。これらの騒ぎにより議会を開催できなかったため、午後5時以降にひそかに再開し6時15分に閉会した。その後市議会が休会であっても500名近い反対派が集結し、市議会が開催される日には1,500人が集結した。こうした連日の騒ぎから富士市議会は異例中の異例である真夜中に開催されることとなったが、これさえもデモ隊によって大混乱となった。富士市議会3月定例会は火力発電所建設問題は審議未了のまま終わった。
同年11月、市議会全員協議会の中で火力発電所建設問題についての特別委員長報告を求める緊急動議が提出され、富士市として設置を妥当とする最終結論が提出された。このようにいったん設立は許可されたものの、世間の公害問題への注目もあり、頓挫することとなった。

## 未解決のダイオキシン類問題
上述のように昭和56年（1981年）までに「田子の浦港堆積汚泥浚渫事業」が行われ、既に存在しているヘドロ分についての処理は完了した。その後は工場からのダイオキシン類の排出を制限させるため、平成2年（1990年）に「富士地区ダイオキシン対策委員会」を設立し、目標値を設けた。平成6年（1994年）にはその目標値の達成を確認し、ヘドロ問題の解決がなされたかのように見えた。しかし平成12年（2000年）に県が調査を行うと田子の浦港底質よりダイオキシンといった高濃度の環境ホルモンが検出された。平成14年（2002年）の追加調査でも調査地点の半分で環境基準を越えていることが確認され、ダイオキシン類問題が解決されていないことが判明した。県は「田子の浦港底質（ダイオキシン類）浄化対策委員会」を設置、汚染底質土砂の除去・浚渫作業を開始した。
しかしその際発生した浚渫土の処分場確保に難航しており、円滑には進んでいない。浚渫土砂の埋立地として岩本山が選ばれたものの周辺住民が猛反発し、平成17年（2005年）には署名活動および決起集会が行われた。他、平成19年（2007年）にはダイオキシンを危惧する地元住民約1900人の反対陳情の署名が提出されるなどしている。そのため県は埋立地を鈴川海岸へと変更したが、これも周辺住民により反対された。その後ダイオキシン類の濃度が低いものは鈴川海岸に埋立処分されたが、濃度が高いものについては埋め立てができず未だ処分方法および処分地は決まっていない。そのため未だ課題が残っている状況にある。これらの経緯から、富士市はダイオキシン類等による田子の浦港の底質汚染予防を、公害防止対策事業として継続している。